# Política Linguística na Colômbia
Introdução

A Colômbia é um território com cerca de 52 milhões de habitantes no país, onde cerca de 850 mil pessoas falam as línguas nativas, segundo o Ministério da Educação, e a língua oficial é o espanhol (castelhano). Trata-se de um número expressivamente baixo, uma vez que há em torno de 68 línguas indígenas no território, 2 são crioulas (crioulo e palenquero), e 1 é o romaní. O Espanhol é majoritariamente falado nos centros urbanos devido ao comércio e onde se instalou a grande parte da população colombiana. Não é falado a respeito da língua de sinais na constituição colombiana.
Oficialização
Ao que concerne às línguas dentro da constituição do país, a Constituição de 1991 que ainda está em vigência, temos dois artigos principais: o 10º trata de que o Espanhol é a língua oficial da Colômbia, e todas as outras línguas e dialetos de etnias são oficiais também, mas apenas em seus territórios,
sendo a educação, nesse sentido, bilíngue em comunidades com tradições linguísticas que são próprias; e o 13º trata de que todas as pessoas são livres e iguais perante a lei, tendo os mesmos direitos – o que deveria incluir os direitos linguísticos, portanto.
A co-oficialidade  das línguas que não são o espanhol pode ser vista por algumas perspectivas. Uma delas é que é um meio de manter viva a cultura das etnias em seus próprios territórios, entretanto, a população falante dessas línguas já são idosas. Outra perspectiva é de que o apagamento das línguas indígenas é, sim, uma política linguística e consequência do processo de invasão e colonização que ocorreu no país. Nesse sentido, faz-se indispensável a instrumentalização e responsabilização do Estado para fortalecer (seja economicamente, seja penalmente) políticas de preservação e revitalização das línguas dos povos nativos, considerando que as ações no caminho da visibilidade e cuidado para com a cultura linguística dos povos originários são muito recentes e muitas foram e são feitas por organizações próprias dessas etnias.  
Ainda sobre a Constituição colombiana, existem duas leis que regem especificamente sobre as línguas do país. A primeira, a lei nº 14/1979, tem como foco a promoção da Língua Espanhola. Para isso, rege questões relativas ao uso da língua, como a obrigatoriedade de serviços gerais, na esfera pública e privada, serem em espanhol, assim como rótulos de produtos, ações publicitárias, placas, etc. 
Além disso, essa lei também garante algumas ações de prestígio na língua espanhola, como o incentivo financeiro governamental para premiações literárias para literatura produzida em espanhol e aquisição de livros prioritariamente em espanhol para diferentes bibliotecas públicas. A segunda lei, nº 1381/2010, diz respeito às línguas indígenas do país. Para isso, é importante apresentar primeiro um panorama dessa situação linguística na Colômbia, conforme explicitado a seguir. 

Línguas Indígenas
A maioria das línguas indígenas possuem raízes nas famílias Arawak, Chibcha, Quechua e Tupi-Guarani. A questão é que, apesar de serem a maioria no território colombiano, está ocorrendo um grave processo de apagamento e extinção dessas famílias linguísticas, pois entre todas as línguas ameríndias que há na Colômbia, apenas três delas possuem mais de 50 mil falantes (em um território com milhões de falantes). 
Isso ocorre por alguns fatores. 
O primeiro é que há poucos falantes que ainda existem dessas línguas, os que existem já estão numa idade bastante avançada. O segundo fator é que essas comunidades étnicas estão localizadas nas extremidades do país, contornando praticamente todas as fronteiras e afastadas dos centros urbanos. O terceiro, e último fator aqui a ser considerado, não é nem pela falta, mas pela demora de criação de políticas públicas direcionadas para a preservação das línguas e culturas dos povos nativos, já que a lei nº 1381 supracitada, foi aprovada apenas em 2010.
Bozzi (2015) explica que essa lei, fruto de muita luta dos povos indígenas do país, pode ser dividida em quatro blocos: 
1. Responsabilização do Estado por zelar pelo legado linguístico, mantendo diálogo com os povos originários, mas tomando para si a responsabilidade de pensar política para as línguas indígenas colombianas. 
2. Assegurar a garantia de direitos linguísticos e uso da língua aos falantes de línguas dos povos indígenas. A intenção aqui é garantir que os falantes possam usar suas línguas fora do território de determinado povo, tendo acessibilidade a diferentes serviços e produtos na sua língua nativa. Entretanto, avalia-se que esse tópico é o que mais precisa de avanços dentro da realidade colombiana, já que um dos principais problemas enfrentados é justamente que a língua dos povos originários ficam circunscritas ao território de cada comunidade. 
3. Formas de proteger, salvaguardar, fortalecer e revitalizar as línguas indígenas. Esse tópico da lei busca enfrentar o problema do risco de extinção de grande parte das línguas indígenas do país. Devido a falta de incentivo aos direitos linguísticos e a criação de condições de uso dessa língua para fora dos territórios, a realidade é que maior parte das línguas nativas colombianas não são mais transmitidas de geração a geração. Logo, as línguas correm risco de extinção. Nesse cenário, a lei busca responsabilizar o Estado por promover projetos que se preocupem em revitalizar as línguas. Para Bozzi (2015), o primeiro passo seria consolidar uma relação entre língua e identidade dos povos indígenas. Por outro lado, para isso é essencial que sejam promovidas garantias de uso dessas línguas, como já trazido no ponto anterior. 
4. Criação do Conselho Consultivo Nacional das Línguas Indígenas, com participação de ministros e secretários dos governos e lideranças de diferentes povos indígenas. O conselho, ligado ao Ministério da Cultura, tem a responsabilidade de pensar e promover ações políticas para consolidar o previsto por essa lei. O grande feito, até hoje, desse Conselho foi a criação do “Dia Nacional das Línguas Nativas na Colômbia” (21 de fevereiro), data escolhida por ser mundialmente definida como “Dia Internacional da Língua Materna”. 

A ideia é que essa data sirva como forma de visibilidade, valorização e mantimento das línguas dos povos originários, principalmente indígenas. Além disso, outras ações de revitalização, manutenção e preservação das línguas são com foco na inserção dessas línguas na educação colombiana, sob responsabilidade do Ministério da Educação. 

Língua de Sinais Colombiana
A Língua de Sinais Colombiana (LSC) não é uma língua oficial no país, entretanto, é reconhecida institucionalmente através da Lei 324/1996, efetivada em 2006, a qual basicamente assegura o direito à comunidade colombiana surda de utilizar a língua nativa de sinais em seu dia-a-dia, sendo também ensinada em escolas voltadas para educação de pessoas surdas. 
	Não se tem muito bem documentado o surgimento da LSC, porém assume-se que surgiu meados da década de 1950 com a migração de surdos da espanha, trazendo consigo a Língua de Sinais Francesa e culminando na fusão com a língua de sinais da comunidade local de surdos colombiano, fazendo surgir a Lengua de Señas Colombiana que se tem hoje e que é reconhecida pelo Estado como a língua da comunidade surda do país, segundo o artigo 2º. Outro artigo importante é o 3º, que garante que o Estado deve  alimentar a pesquisa, o ensino e a difusão da LSC – o que de fato aconteceu, a partir do ano em que a lei foi sancionada (2006), instituições e universidades começaram pesquisas sobre a LSC. Isso permitiu o início de diversos estudos nessa área, e um grande resultado foi o Diccionario Básico de la Lengua de Señas Colombiana, que contém cerca de 1.200 sinais, o que dá dá subsídio para implementação da LSC em todas as instâncias da vida, como a disponibilização de intérpretes (algo já previsto pelo Estado), criação de escolas de formação de intérpretes para surdos, acessibilidade à informação e cultura (como TV etc), apoio técnico-pedagógico no meio social, na educação, no jurídico etc. Ainda, também tem o artigo 12º, em que assume que o Estado deve fornecer assim como garantir recursos econômicos necessários e também definir algumas estratégias para que se cumpra efetivamente essa lei.
Atualmente há mais de 500 mil pessoas surdas no país, e elas se comunicam exclusivamente em língua de sinais. O Instituto Nacional de Surdos, juntamente com o governo colombiano, criou uma projeto em 2015, INSOR Educativo, voltado para a educação da população surda. O site oficial do projeto oferece acesso a diversos conteúdos voltados ao ensino, dividindo-se em diferentes áreas e modalidades, além de conteúdos com acesso disponível para qualquer cidadão dentro ou fora da Colômbia. Quanto a educação, em 2020 foi aprovado um projeto do Ministério da Educação para incentivo do ensino da língua de sinais nas escolas públicas e particulares colombianas, voltado tanto para professores quanto para alunos. 
Educação
Na Colômbia, a educação possui uma estrutura similar a de outros países da América Latina. O Ministério da Educação Nacional é o órgão responsável pelas principais decisões da área e compartilha a responsabilidade com as demais instituições certificadas no país. Essas instituições também possuem autonomia para a tomada de decisões no ensino, podendo ter alterações para cada região, de acordo com as necessidades regionais.
Estrutura do Sistema Educacional
O sistema educacional colombiano é formado por três vertentes: a educação formal, educação para o trabalho e desenvolvimento humano e educação informal. 
Na educação formal são oferecidos três níveis, que são: pré-escola, educação básica (primária e secundária) e educação média. Na Colômbia o período de escolaridade obrigatória são os dez anos de educação formal, desde a pré-escola até o último ano de educação básica. Sendo assim, o ensino médio não é obrigatório no país.
A educação não formal trata-se da educação destinada aos trabalhadores e ao desenvolvimento humano, ou seja,  à formação profissional voltada para trabalhos específicos e para a arte. Ela é dividida em diversas modalidades, sendo elas: educação para adultos, educação especial, educação camponesa e rural, educação de reabilitação social e educação para grupos étnicos. Esse tipo de educação é reconhecido e apoiado pelo Estado, com diversos programas de incentivo e apoio às instituições credenciadas.
Línguas Ensinadas na Escola
A educação do país é feita no idioma oficial, o Espanhol (castelhano). No caso de grupos étnicos, a língua materna do falante também deverá ser desenvolvida durante os cinco primeiros anos de estudo na educação básica. 
Segundo o decreto 1142 de 1978, o Ministério da Educação deve garantir a conversação das línguas maternas das comunidades indígenas, de uma forma que também contemple o espanhol, mas sem prejudicar as línguas maternas.
Equipagem Linguística
	A equipagem linguística engloba o repertório de uma língua, sendo um conjunto de ferramentas e estruturas de apoio, incluindo gramáticas, dicionários, corpora linguísticos, direcionados ao desenvolvimento e à conservação das línguas. A infraestrutura linguística de uma língua é essencial para garantir a vitalidade, a utilização adequada e acompanhar a evolução de uma língua. Na Colômbia, o Espanhol como língua predominante, possui aparatos línguisticos como gramáticas e dicionários, instituições de fomento da língua, vasta produção literária e corpus.
Gramáticas e Dicionários
Os dicionários e gramáticas são ferramentas indispensáveis para a pesquisa linguística, a educação e a preservação do patrimônio cultural e linguístico. No caso da Colômbia, há uma ampla coleção voltada para o espanhol. Os principais são:
1. Dicionário Pan-Hispânico de Dúvidas
2. Dicionário Estudantil
3. Nova Gramática da Língua Espanhola
4. Dicionário de Americanismos
5. Ortografia da Língua Espanhola
6. Dicionário da Língua Espanhola
Sistema Jurídico
O sistema jurídico colombiano é oficialmente em espanhol. Porém, a tradução de documentos legais para línguas indígenas é uma iniciativa relativamente recente e importante para a inclusão. Entre 1991 e 1994, a Constituição Política de 1991 foi traduzida para várias línguas indígenas, permitindo que as comunidades indígenas tenham acesso a informações fundamentais sobre seus direitos e deveres em sua língua materna. Atualmente, o Centro Colombiano de Estudios de Lenguas Aborígenes (C.C.E.L.A) é responsável por tradução jurídica para 7 línguas indígenas do país, sendo elas: Inga, Guambiana, Ikun, Kamentsa, Kubeo, Wayuunaiki e Nasa Yuwe. Essa iniciativa não apenas fortalece a preservação das línguas indígenas, mas também promove a justiça e a equidade, assegurando que todos os cidadãos possam compreender e exercer plenamente seus direitos legais.
Obras literárias
	A Colômbia possui um rico repertório literário 
, sendo essencial para a literatura hispano-americana. A produção literária colombiana abrange uma diversidade de estilos e temas, refletindo a rica história cultural e social do país. Alguns dos escritores mais notáveis são Gabriel García Márquez, Candelario Obeso, Juan Miguel Álvarez e Orlando Echeverri Benedetti. Além disso, a produção literária em línguas indígenas colombianas é importante para enriquecer a cultura do país. Um exemplo é o escritor Hugo Jamioy Juagibioy, pertencente ao povo indígena Camëntsá. Suas poesias desempenham um papel fundamental na manutenção e preservação da língua camëntsá.
Corpus e conteúdo digital
	Diversos aplicativos e plataformas online disponibilizados pelo Instituto Cervantes e pela Biblioteca Nacional da Colômbia auxiliam os colombianos no aprendizado e na divulgação do idioma espanhol. Além disso, os corpora linguísticos são fundamentais para investigações e avanços no campo da linguagem. Destacam-se o CORPES XXI, que é um corpus diacrônico e transparente voltado para o espanhol das Américas, e também o CORPES XXI, um corpus dedicado ao espanhol do século XXI, composto por uma vasta coleção de textos destinados à análise linguística. Essas ferramentas são de grande valia para os estudiosos que desejam explorar as variações e evoluções do espanhol. Também são de suma importância para a uniformização e para o enriquecimento do idioma, especialmente no cenário colombiano e no contexto mais amplo dos países hispanoamericanos.  
Serviços
Rotulagem de produtos
A rotulagem dos produtos na Colômbia é realizada em espanhol. A lei colombiana de rotulagem de alimentos Lei 9 de 24 de janeiro de 1979  regula a apresentação física e a redação de um rótulo. Para produtos importados, sempre que estes estiverem em outro idioma é exigido um rótulo adicional em língua espanhola, que deve ser fixado ao produto e conter informações como o seu nome, país de origem, lista de ingredientes/composição, data de fabricação, lote, data de validade e informações evidenciando a presença de possíveis componentes alergênicos.
Também em espanhol, os medicamentos, bulas de remédio e dispositivos médicos são regulamentados pelo Instituto Nacional de Vigilância de Medicamentos e Alimentos (INVIMA). Quando eles precisam ser importados, a Importadora ou Representante Legal Colombiano envia o processo de solicitação para o INVIMA. Os documentos precisam ser enviados em língua espanhola e as taxas referentes ao processo são pagas para o INVIMA.
Cinemas
Nos cinemas da Colômbia é possível encontrar filmes dublados e legendados em espanhol. A tradução de cartazes, pôsteres e títulos dos filmes é variável, optando-se ora por manter os originais, ora por traduzí-los. Assim como no Brasil e outros países da América Latina, é possível observar uma tendência de oferta maior de filmes de Animação na versão dublada do que legendada, apesar de ser possível encontrar ambas as opções disponíveis pelos cinemas colombianos.
Rádio e TV
Os canais de TV e emissoras de rádio na Colômbia são transmitidos em língua espanhola. Existem 6 canais de TV públicos: Canal Institucional, Canal 1, Colômbia Sinal, Canal Caracol, Canal RCN e Canal 13, havendo ainda canais regionais e a oferta de pacotes de TV pagos. A televisão é uma das mídia de massa da Colômbia, de forma que estimativas apontam para mais de 95% das casas possuindo ao menos um aparelho de televisão e mais de 70% dos colombianos acostumados a ver pelo menos uma hora de televisão ao dia. 
As principais estações de rádio colombianas são Caracol, RCN e Todelar. Todas elas possuem diversas estações AM e FM. A La W Radio é a emissora mais ouvida no país.
Qual a língua utilizada em serviços essenciais?
O espanhol!
Atendimento em Saúde e Segurança
Existem 8 números de telefone para atendimento emergencial no país. Todos eles oferecem atendimento em língua espanhola. São eles: 165 - Linha anti sequestro e anti extorsão; #765 - Linha de Segurança Rodoviária; 155 - Linha de cuidados femininos; 166 - Linha de Transparência Institucional; 123 - Linha única de Atendimento de Emergência; 132 - Linha Cruz Vermelha; 167 - Linha Antinarcóticos; 144 - Linha de Defesa Civil.
Brechas de acesso e letramento
Segundo o Banco Mundial, em 2022 a Colômbia tinha 73% da população com acesso à internet, equivalente a cerca de 39 milhões de colombianos. No entanto, cerca de 15 milhões têm acesso à cobertura de internet, mas não utilizam os serviços. Causas para tal resultado se dão tanto por questões sociais, mas também pela falta de instrução da população no meio digital. A Colômbia possui políticas públicas do governo para Letramento Digital, mas as mesmas se mostram insuficientes no país. Em 2022, o Índice de Divisão Digital mostrou que o índice de exclusão digital vem aumentando ao longo dos anos, com grandes chances que a situação se agrave com os avanços tecnológicos.
Brechas de conteúdo
Para acesso ao conteúdo básico sobre o país, existe o site oficial do governo da Colômbia. O mesmo é feito totalmente em Espanhol e não oferece tradução para qualquer outra língua falada do país. No entanto, o site oferece acessibilidade para a Língua de Sinais Colombiana, o que também se mostrou presente em outros sites do governo.
Além disso, o site oficial do Ministério da Cultura da Colômbia oferece o“Mapa Sonoro das Línguas Nativas”, uma ferramenta interativa que permite o usuário viajar pelo mapa do país, mostrando quais são as línguas faladas em cada região com informações sobre sua história, características, cultura, etc. 
Conclusão
	A situação linguística (S1) da Colômbia atualmente tem como principal questão a realidade das línguas dos povos originários, que por serem restritas aos territórios de cada povo, estão em risco de extinção. A situação linguística que se deseja alcançar (S2) deve ter como um dos seus pilares uma realidade de línguas nativas revitalizadas, que retornem a ser passadas de geração em geração. Para isso acontecer, é preciso que haja garantia de uso dessa língua em todo o país, promovendo acessibilidade nos serviços e também incentivando a produção de materiais nessas línguas. A educação também deve ser primordial, garantindo que todas as línguas sejam vivas no espaço escolar. Entretanto, para isso acontecer, é preciso também que as comunidades falantes de diferentes línguas sejam colocadas a pé de igualdade. Não se trata apenas de uma questão linguística, mas também de uma questão social. 